# Michael Pohl (Wirtschaftswissenschaftler)
Michael Pohl ist ein Schweizer Ökonom und Hochschulprofessor.

## Leben und Werdegang
Michael Pohl studierte von 1999 bis 2003 Wirtschaftswissenschaften an der Universität Basel. Anschliessend war er dort wissenschaftlicher Mitarbeiter und Dozent am Lehrstuhl für Bankmanagement und Controlling bei Henner Schierenbeck, bei dem Pohl 2007 über Das Liquiditätsrisiko in Banken: Ansätze zur Messung und ertragsorientierten Steuerung promovierte. Nach drei weiteren Jahren als wissenschaftlicher Assistent am selben Lehrstuhl wechselte er 2010 als Juniorprofessor für Wealth Management und Banking an die Steinbeis-Hochschule Berlin.
Er gehört zu den Autoren des Gabler Wirtschaftslexikons und ist dort (mit-)verantwortlich für vier Sachgebiete, darunter „Zahlungsverkehr“ und „Auslandsgeschäft in Banken“.

## Veröffentlichungen (Auswahl)
- Anwendung der Extremwerttheorie zur Quantifizierung von Marktpreisrisiken – Test der Relevanz anhand vergangener Extrembelastungen von DAX und MSCI Europe. In: Kredit und Kapital. 44. Jahrgang, Heft 2/2011, S. 243–278.
- mit S. Zaby: Die Leverage Ratio als Instrument der Bankenregulierung – Eine kritische Analyse. In: G. Seicht (Hrsg.): Jahrbuch für Controlling und Rechnungswesen 2011. Wien, S. 265–278.
- Auswirkungen der Risikomessmethode auf die Anlageperformance – Eine empirische Untersuchung für den Fall definierter Risikolimite in der Planungsrechnung anhand des DAX. In: Zeitschrift für Planung & Unternehmenssteuerung. 21. Jahrgang, Heft 1/2010, S. 59–80.
- mit H. Schierenbeck: Sicherstellung nachhaltiger Kundenbeziehungen als Herausforderung für bankbetriebliche Steuerungssysteme. In: D. Georgi, K. Hadwich (Hrsg.): Management von Kundenbeziehungen. Wiesbaden 2010, S. 277–294.
- Quantifizierung, Optimierung und Verrechnung der Kosten notwendiger Liquiditätsrisikodeckungsmassen. In: Die Unternehmung – Swiss Journal of Business Research and Practice. 62. Jahrgang, 2008, Nr. 5, S. 439–461.
- Das Liquiditätsrisiko in Banken. Ansätze zur Messung und ertragsorientierten Steuerung. Fritz Knapp Verlag, Frankfurt am Main 2008, ISBN 978-3-8314-0828-3.